# Mesochra anomala
Mesochra anomala är en kräftdjursart som beskrevs av Walter Klie 1950. Mesochra anomala ingår i släktet Mesochra och familjen Canthocamptidae. Arten har ej påträffats i Sverige. Inga underarter finns listade i Catalogue of Life.